# إيفار باي
إيفار باي (بالنرويجية البوكمول: Ivar Bae)‏ هو مصرفي وسياسي نرويجي، ولد في 29 أكتوبر 1897 في النرويج، وتوفي في 18 أغسطس 1967. حزبياً، نشط في حزب المحافظين. وقد انتخب عضو برلمان النرويج ‏.